# Santa Eufémia e Boa Vista
Santa Eufémia e Boa Vista (oficialmente: União das Freguesias de Santa Eufémia e Boa Vista) é uma freguesia portuguesa do município de Leiria, com 19,55 km² de área e 4058 habitantes (censo de 2021). A sua densidade populacional é 207,6 hab./km².

## História
Foi constituída em 2013, no âmbito de uma reforma administrativa nacional, pela agregação das antigas freguesias de Santa Eufémia e Boa Vista e tem a sede em Santa Eufémia.

## Demografia
A população registada nos censos foi:
| Distribuição da População por Grupos Etários | Distribuição da População por Grupos Etários | Distribuição da População por Grupos Etários | Distribuição da População por Grupos Etários | Distribuição da População por Grupos Etários | Distribuição da População por Grupos Etários |
| -------------------------------------------- | -------------------------------------------- | -------------------------------------------- | -------------------------------------------- | -------------------------------------------- | -------------------------------------------- |
| Antes da agregação                           |                                              |                                              |                                              |                                              |                                              |
| Ano                                          | 0-14 anos                                    | 15-24 anos                                   | 25-64 anos                                   | >= 65 anos                                   | Total                                        |
| 2001                                         | 769                                          | 654                                          | 2244                                         | 679                                          | 4346                                         |
| 2011                                         | 603                                          | 497                                          | 2200                                         | 772                                          | 4072                                         |
| Após a agregação                             |                                              |                                              |                                              |                                              |                                              |
| Ano                                          | 0-14 anos                                    | 15-24 anos                                   | 25-64 anos                                   | >= 65 anos                                   | Total                                        |
| 2021                                         | 488                                          | 451                                          | 2090                                         | 1029                                         | 4058                                         |

## Património
- Abrigo do Lagar Velho, no Vale do Lapedo.
- Igreja Paroquial moderna construída pelo povo.